# Andrzej Pasiorowski
Andrzej Mieczysław Pasiorowski (ur. 4 maja 1946 w Rawie Mazowieckiej) – polski koszykarz, występujący na pozycji środkowego, reprezentant Polski, olimpijczyk.
Jako reprezentant kraju wystąpił 92 razy w latach 1965–1973. Wziął dwukrotnie udział w Igrzyskach Olimpijskich oraz jeden raz w Mistrzostwach Europy. Jest również multimedalistą mistrzostw Polski. Był jednym ze współtwórców największych sukcesów w historii klubu Resovia Rzeszów. Statystycznie najbardziej udany sezon zaliczył podczas rozgrywek 1975/76, kiedy to notował średnio 22,6 punktu, co zapewniło mu pod tym względem trzecia lokatę w lidze. Jednak lidera strzelców wybierano wtedy na podstawie łącznej liczby zdobytych punktów. Pasiorowski zgromadził ich wtedy 701, co zapewniło mu z kolei czwartą pozycję.
Żonaty, ma dwójkę dzieci. W 1972 roku ukończył studia na Wydziale Inżynierii Sanitarnej i Wodnej PW, otrzymując tytuł magistra inżyniera. Aktualnie mieszka na stałe we Francji.

## Osiągnięcia

### Klubowe
- 2-krotny mistrz Polski (1967, 1975)
- 2-krotny wicemistrz Polski (1973, 1974)
- brązowy medalista mistrzostw Polski (1976)
- 2-krotny zdobywca pucharu Polski (1971, 1974)
- Finalista pucharu Polski (1973)

### Reprezentacja
- Uczestnik:
  - igrzysk olimpijskich (1968 – 6. miejsce, 1972 – 10. miejsce)
  - mistrzostw Europy (1973 – 12. miejsce)

## Dostępne statystyki
| Sezon   | Punkty  | Średnia  |
| ------- | ------- | -------- |
| 1966/67 |         | 2.3      |
| 1967/68 |         | 5.3      |
| 1968/69 |         | 15.7     |
| 1969/70 | 448 (5) | 22.4 (7) |
| 1970/71 | 633 (7) | 18.1     |
| 1971/72 |         | 15.8     |
| 1972/73 | 616 (8) | 17.6 (8) |
| 1973/74 | 672 (7) | 21.0 (6) |
| 1974/75 | 606 (7) | 19.6 (7) |
| 1975/76 | 701 (4) | 22.6 (3) |
| 1976/77 |         | 13.1     |
| 1977/78 |         | 15.7     |